# Niemand in de stad (lied)
Niemand in de stad is een nummer van de band De Dijk uit 1987, afkomstig van het gelijknamige album. In 2009 verscheen van het album een Deluxe Edition, een cd-heruitgave met naast het album een extra cd waarop demo's, outtakes en live materiaal werd uitgebracht.
Het albumnummer werd geschreven door Huub van der Lubbe (tevens zanger van De Dijk) en Nico Arzbach.

## NPO Radio 2 Top 2000
| Nummer met noteringen in de NPO Radio 2 Top 2000 | '12  | '13  | '14 | '15 | '16 | '17 | '18 | '19 | '20 | '21 | '22 | '23 | '24 |
| ------------------------------------------------ | ---- | ---- | --- | --- | --- | --- | --- | --- | --- | --- | --- | --- | --- |
| Niemand in de stad                               | 1732 | 1055 | 749 | 390 | 356 | 339 | 395 | 350 | 346 | 291 | 155 | 179 | 222 |

1. ↑  Een vetgedrukt getal geeft de hoogste notering aan.
2. ↑  2012 was het eerste jaar met een notering voor dit nummer.